# Убайдулла-хан
Убайдулла-хан (*1487 — 1540) — 5-й хан Держави Шейбанідів в 1533—1540 роках.

## Життєпис

### Правитель Бухари
Походив з роду Шибанідів, гілки династії Чингізидів. Онук Абулхайр-хана, володаря Держави кочових узбеків. Син Махмуд-султана і Кутлик-Султан-ханум. Народився 1487 року в Тирсаці (Хорезм). Здобув гарну освіту, вивчаючи хадіси в Ходжі Мавлана Ісфагані, правознавство — Махмуда Азізана. Його духовними наставниками були суфійські шейхи з тарікату Ясавія — Худайдад Валі та Мансур.
1500 року його батько став правителем бухарського вілайєту. 1504 року після смерті Махмуд-султана Убайдулла з дозволу стрийка Мухаммеда Шейбані успадкував ці володіння.
1510 року рушив на допомогу стрийкові, але не встиг, оскільки той гарчково виступив проти перського шаха Ісмаїла I й зазнав поразки, загинувши врешті-решт. Разом зі стриєчним братом Мухаммедом Тимур-султаном підтримав обрання верховним ханом стрийка Суюнч-Ходжу, з яким негайно вступив у суперечку, оскільки розумів необхідність встановлення (хоча би тимчасового) миру з Персією. Зрештою за договором Шейбаніди поступилися персам правобережжям Амудар'ї та Хорезмом.
1512 року очолив військо проти шаха, який підтримував Бабура з династії Тимуридів, що вдерлися до Мавераннахру. В битві біля Гіждувану Убайдулла завдав ворогові поразки біля Кул-Малікі. За цим зібрав курултай в Самарканді, який замінив Суюнч-Ходжу-хана на його старшого брата Кучкунджі-хана. Втім Бабур з песрами відновив наступ. Було втрачено Карші, де перси вбили 15 тис. мешканців. Убайдулла спільно з Мухаммед-Тимур-султаном біля Гіждувана завдав поразки перському війську.
1513 року було відправлено загін для облоги Герату, проте без успіху. Лише прибуття Убайдуллаха, який разом з Мухаммедом Тимуром-султаном захопили Тусі Мешхед, що дозволи ло зайняти без опору Герат. 17 березня 1514 року в складі казахо-узбецького війська Убайдулла брав участь у битві в Хутталані (керував резервом), де перський шах здобувперемогу. Для укладання миру Убайдулла особисто прибув до табору шаха, де пообіцяв зберігати мир з Персією.
У 1524 році після смерті шаха Ісмаїла I за власною ініціативою вдерся до Хорасану. Втім не зміг захопити Герату, внаслідок чого згодом відступив до Бухари. 1525 року захопив Мерв, де наказав вбити усіх шиїтів. Потім за підтримки місцевого населення захопив Сарахс, де стратив 40 кизилбашів. Того ж року після 8-місячної облоги зайняв Мешхед. Такі дії дозволили військам, спрямованим Кучкунджі-ханом захопити Балх та навколишню область. Сам Убайдулла зайняв Тус та Астрабад, після чого повернув на Балх. Цим скористалися перси, що відвоювали Астрабад. Але в битві біля Бістаму Убайдулла здобув перемогу і відвоював Астрабад.
1526 року знову взяв в облогу Герат, де витратив багато часу, чим скористався шах Тахмасп I, що відвоював Астрабад, Тус і Мешхед. Убайдулла вимушений був відступити до Мерву. Звідси закликав правитель Мавераннахру зібрати курултай задля об'єднання військ проти Персії. В результаті вдалося зібрати значні сили. Втім 25 вересня 1528 року в битві біля Джаму (неподалік Герату) шейбанідське військо на чолі із Кучкунджі-ханом і Убайдуллою зазнало тяжкої поразки. Останній при цьому дістав поранення.
1529 року поновив війну, скориставшись переходом Тахмаспа I на захід проти Османської імперії. Після 7-місячної облоги Убайдулла зміг захопити Герат, де винищив усіх шиїтів. 1530 року спробував захопити Фарру. Невдовзі під тиском персів залишив Герат, відступивши до Мерва. У 1532 року знову вдерся до Хорасану, який плюндрував до 1533 року. Було захоплено міста Астрабад, Мешхед, Сабзевар і Торбат. Втім Тахмасп I змусив Убайдуллу залишити усіх захоплені землі.

### Верховний хан
1533 року після смерті Абу Саїд-хана став володарем Держави Шейбанідів. Зумів припинити протистояння між членами своєї династії, яких змусив визнати свою владу. Переніс столицю з Самарканду до Бухари.
1535 року почав нову військову кампанію проти Персії, скориставшись війною останньої проти Імперії Великих Моголів в Кандагарі. 1536 року захопив Герат. Втім в подальшому не мав успіхів. Через 4 місяців вимушений був залишити Герат. 1538 року повалив хівинського хана Аванеша, що був союзником Персії, захопивши усю цю державу. Того ж року замирився з Персією, відмовившись від Хорасану. 1539/1540 року його війська завдали рішучої поразки Аванешу, що спробував відвоювати Хорезм. Намісником в Ургенчі Убайдулла-хан визначив свого сина Абдулазіза, а захоплене ханство розділив на 4 частини, одну з яких залишив під своєю владою, а решту розподілив між султанами Гісара, Самарканда та Шаша. За наказом шейбанідського правителя «усіх узбеків» Хорезму було перевезено до бухарсих володінь.
Водночас зберігав союзницькі відносини з Османською імперією. 1536 року встановив дипломатичні контакти з імперією Мін. Помер 1540 року, поховано в медресе Мірі Араб. Йому спадкував Абдулла-хан I, син Кучкунджі-хана.

## Творчість
З ім'ям Убайдулли-хана пов'язано утворення найзначнішого придворного літературного кола в Мавераннахрі першої половини XVI століття. Чудово знаючи Коран, склав тафсир до нього чагатайською мовою — «Кашшаф-і фазаїл» («Тлумач мудрості»). Також складав вірші чагатайською, перською та арабською мовами під літературним псевдонімом Убайдій. Зберіглася збірка його віршів.
Був автором таких дидактичних поем «Сабрнома», «Шавкнама» та «Гайратнама». У своїй творчості поєднував літературні жанри хікмат та яр-яр.
Його вважають засновником першої китабхане (майстерні живопису) у Бухарі, де сформувався бухарський стиль мініатюрного живопису.
Був обдарованим співаком та музи́кою.